# Osetenowo
Osetenowo (bułg. Осетеново) – wieś w Bułgarii, w obwodzie Stara Zagora, w gminie Paweł banja. Według danych szacunkowych Ujednoliconego Systemu Ewidencji Ludności oraz Usług Administracyjnych dla Ludności, 15 grudnia 2018 roku miejscowość liczyła 1166 mieszkańców.